# Marv Levy
Marvin Daniel „Marv“ Levy (* 3. August 1925 in Chicago, Illinois) ist ein ehemaliger US-amerikanischer Head Coach im American Football. Er trainierte fünf Jahre die Montreal Alouettes in der Canadian Football League (CFL), ein Jahr die Chicago Blitz in der United States Football League, sowie fünf Jahre die Kansas City Chiefs und zwölf Jahre die Buffalo Bills in der National Football League.
Levy gewann mit den Alouettes zweimal den Grey Cup und gewann mit den Bills vier Mal in Folge das AFC Championship Game – allerdings verloren sie alle vier folgenden Super Bowls. Er wurde 2001 in die Pro Football Hall of Fame und 2021 in die Canadian Football Hall of Fame gewählt.

## Leben
Levys Familie stammte aus Montreal, Kanada. Sein Vater diente im Ersten Weltkrieg in der Schlacht im Wald von Belleau und war später in Chicago Geschäftsmann.
Levy absolvierte 1943 die High School und wurde bei den US Army Air Forces Heeresfliegern Wetterbeobachter einer Segelflugschule. Der jüdischstämmige Levy kommentierte später, dass er Football zwar „voller Ernst, aber niemals todernst“ sah. Er war bekannt dafür seine Teams mit historischen Geschichten zu motivieren. Wurden jedoch Kriegsmetaphern von Anderen zur Beschreibung von Footballspielen genutzt, so stellte er diesen gegenüber klar, dass er in einem Krieg kämpfte und Krieg und Football keineswegs vergleichbar wären. Über die Bedeutung des Super Bowls äußerte er einmal, dass dies kein must-win sei, der Zweite Weltkrieg sei ein must-win (muss gewinnen) gewesen.
Er studierte am Coe College in Iowa und machte seinen Abschluss in englischer Literatur. An der Harvard University legte er 1951 seinen Master in englischer Geschichte ab.

### Head Coach
Nachdem er in den 1950er- und 1960er-Jahren erste Erfolge als Trainer im College Football erzielt hatte, wurde Levy 1973 von den Montreal Alouettes verpflichtet und gewann 1974 und 1977 den Grey Cup. Nach zwei weniger erfolgreichen Abstechern zu den Kansas City Chiefs und den Chicago Blitz wurde der bereits 63-jährige Levy 1986 der neue Head Coach der Buffalo Bills.
Levy führte die Bills, die bis dato eines der schwächsten und unbeliebtesten Teams der NFL waren, binnen weniger Jahre an die Ligaspitze. Er führte die sogenannte „K-Gun offense“ ein, eine über die gesamte Spieldauer durchgezogene Hurry-up offense, mit der Quarterback Jim Kelly, Runningback Thurman Thomas, Wide Receiver James Lofton sowie Andre Reed und Tight End Keith McKeller viele Gegner beherrschten. In der Defense baute er mit Defensive End Bruce Smith und den Linebackern Cornelius Bennett sowie Darryl Talley eine harte Verteidigung auf, und prunkte bei den Special Teams mit Steve Tasker, einem der besten Gunner der Liga. Levys Bills erreichten Anfang der 1990er-Jahre viermal in Folge den Super Bowl. Die Tragik war, dass sowohl der Super Bowl XXV (mit 19:20 gegen die New York Giants nach Scott Norwoods verschossenem Field Goal in den Schlusssekunden), der Super Bowl XXVI (mit 24:37 gegen die Washington Redskins), der Super Bowl XXVII (mit 17:52 gegen die Dallas Cowboys) als auch der Super Bowl XXVIII (mit 13:30 ebenfalls gegen die Cowboys) allesamt verloren wurden.
1997 beendete Levy seine Trainerkarriere, arbeitete sporadisch als Kommentator und wurde 2001 in die Pro Football Hall of Fame gewählt. 2006 arbeitete er ein Jahr als General Manager der Bills, ehe er im Alter von 81 Jahren in den Ruhestand ging.